# Untertürkheim
Koordinaten: 48° 47′ N, 9° 15′ O
Untertürkheim ist ein Stadtbezirk der Landeshauptstadt Stuttgart. Er liegt am rechten Ufer des Neckars im Osten der Stadt. Untertürkheim ist von den Stadtbezirken Obertürkheim, Hedelfingen, Wangen und Bad Cannstatt sowie der Gemeinde Fellbach (Rems-Murr-Kreis) umgeben.

## Geschichte

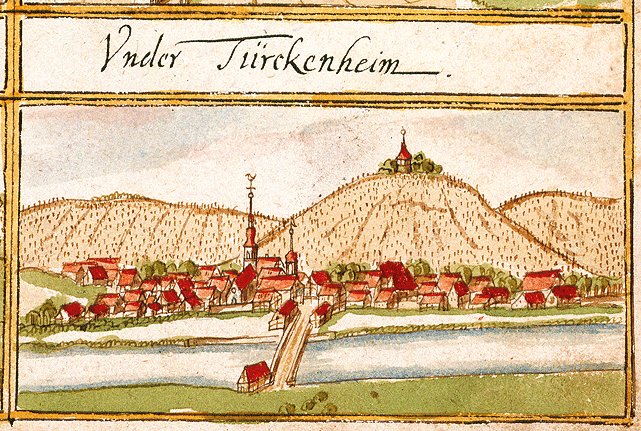
Untertürkheim 1685, Forstlagerbuch von Andreas Kieser

Untertürkheim wurde 1121 erstmals als Durinkheim urkundlich erwähnt. Der Name geht vermutlich auf einen alemannischen Häuptling im 4. Jahrhundert zurück. Nach diesem wurde der Ort Duringoheim benannt. Der Name im heutigen Dialekt ist (Onder-)Dürkna.
Im Hochmittelalter gehörte Untertürkheim zum Herzogtum Schwaben und nach dessen Auflösung zum Kernbestandteil Altwürttembergs. Durch die Lage am Fluss war früher die Neckarflößerei eine wichtige Einnahmequelle. Daneben war und ist der Weinanbau aufgrund der Exposition der Neckartalhänge in Untertürkheim von großer Bedeutung. Zahlreiche Weinbaubetriebe (teils mit Besenwirtschaften) sowie zwei Genossenschaftskeltern befinden sich in Untertürkheim (Weinmanufaktur Untertürkheim) und in Rotenberg.
1449 wurde Untertürkheim von Truppen der Reichsstadt Esslingen verwüstet. Im Dreißigjährigen Krieg, nach der für den Heilbronner Bund verheerenden Niederlage in der Schlacht bei Nördlingen, als das Herzogtum Württemberg ab 1634 schutzlos der Kaiserlichen Armee ausgeliefert war, wurden in Untertürkheim 240 Gebäude niedergebrannt.
Bei der Verwaltungsreform des Königreichs Württemberg Anfang des 19. Jahrhunderts blieb Untertürkheim dem Oberamt Cannstatt zugeordnet und gehörte damit ab 1818 zum Neckarkreis. Am 22. Oktober 1845 verkehrte die erste Württembergische Eisenbahn auf dem Streckenabschnitt der Zentralbahn von Cannstatt nach Untertürkheim.
Der fahrplanmäßige Straßenbahnbetrieb und damit der Anschluss an das Netz der Straßenbahn Stuttgart erfolgte am 26. November 1910 mit der Linie 15 vom Schlossplatz über Wangen bis zur Untertürkheimer Neckarbrücke.

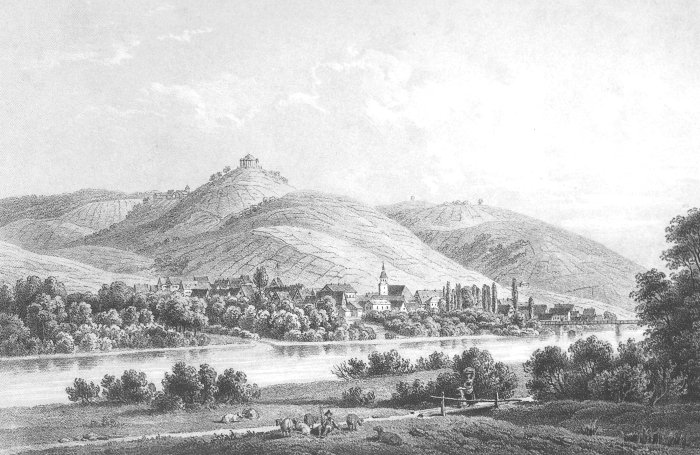
Blick auf Untertürkheim um 1860

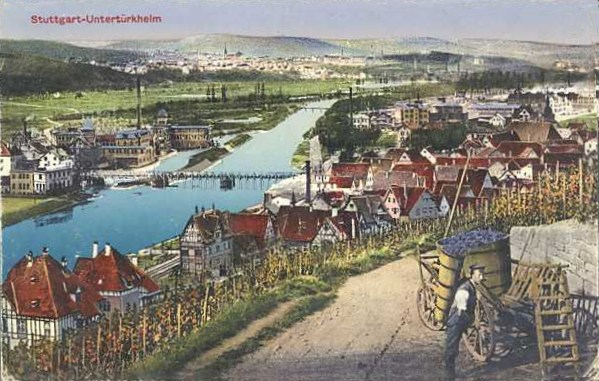
Postkarte um 1906

### Industrialisierung
Im Jahre 1889 eröffnete die Bettfedernfabrik Straus & Cie. aus Cannstatt ihre Produktionsstätte in Untertürkheim. Die jüdischen Inhaber wurden 1938 zwangsweise enteignet und die weltweit größte Bettfedernfirma aufgelöst.
1898 siedelte die 1857 von Ernst Staengel in Stuttgart gegründete Kakao- und Schokoladenfabrik Staengel & Ziller – aus den Initialen entstand der Name „Eszet“ – nach Untertürkheim. Hier wurden ab 1933 die berühmten Eszet-Schnitten produziert. Seit 1975 werden sie vom Kölner Stollwerck-Konzern hergestellt, Staengel & Ziller existiert nicht mehr.
Durch das Verhandlungsgeschick des Untertürkheimer Schultheißen Eduard Fiechtner mit Gottlieb Daimler konnte 1900 ein Kaufvertrag mit der Daimler-Motoren-Gesellschaft abgeschlossen werden. Bereits 1903 siedelte sich in Untertürkheim die Automobilfabrik an, da deren Motorenwerk in der benachbarten Oberamtsstadt Cannstatt abgebrannt war, sie wurde somit die zweite Produktionsstätte der Daimler-Motoren-Gesellschaft. Seit April 2006 ist hier wieder der Konzernsitz der Mercedes-Benz Group.
1902 erwarben die Vereinigten Seifenfabriken Stuttgart Wasengelände nahe dem Untertürkheimer Bahnhof und ließen dort durch Architekt Philipp Jakob Manz große Gebäude für die Seifensiedekessel erstellen. Bis 1933 wurde in Untertürkheim unter anderen die „Feurio“-Seife produziert. Die Gebäude wurden danach an Daimler-Benz verkauft.
Die Firma Eugen Bauer GmbH, bekannt als „Kino-Bauer“, einst weltweit größter Hersteller von Amateur- und Kinofilmprojektoren, gegründet 1907 von Eugen Bauer in Stuttgart, produzierte seit 1928 in Untertürkheim gegenüber dem Bahnhof. 1932 wurde Bauer von der Robert Bosch GmbH übernommen („Bosch-Photokino“), schlussendlich wurde dann Anfang der 1980er Jahre auch die Produktion von Filmprojektoren eingestellt und 1992 schließlich wurde der Produktbereich Photokino komplett aufgelöst.
Das Unternehmen Fahrzeugbau Hurst von Arthur Friedrich Hurst aus Stuttgart begann 1946 mit der Produktion von „Hurst 250“-Automobilen. Ab Sommer 1949 erfolgte die Produktion in Untertürkheim. Anfang 1950 wurde die Fahrzeugfertigung nach 47 Exemplaren eingestellt.
Am 31. März 1958 wurde der Stuttgarter Hafen durch Bundespräsident Theodor Heuss eröffnet. Der nordöstliche Teil des Neckarhafens (Ölhafen) gehört zu Untertürkheim.

### Eingemeindung nach Stuttgart
Untertürkheim wurde am 1. April 1905 gemeinsam mit Cannstatt und Wangen nach Stuttgart eingemeindet.
Bei der Einteilung der Stadt Stuttgart in Stadtbezirke im Jahre 1956 wurde der Stadtteil Untertürkheim mit dem Stadtteil Luginsland und dem am 1. Mai 1931 eingemeindeten Stadtteil Rotenberg zum neuen Stadtbezirk Untertürkheim vereinigt.
Bei der Neugliederung der Stuttgarter Stadtteile zum 1. Januar 2001 wurde der bisherige Stadtteil Untertürkheim in die Stadtteile Benzviertel, Bruckwiesen, Lindenschulviertel und Untertürkheim aufgeteilt, der bisherige Stadtteil Luginsland wurde in die Stadtteile Luginsland, Flohberg und Gehrenwald untergliedert. Für den Stadtteil Rotenberg ergab sich dabei keine Änderung. Seither verwaltet das Rathaus in Untertürkheim insgesamt acht Stadtteile im Stadtbezirk Untertürkheim.

## Verkehr

### Bahnverkehr
Untertürkheim liegt an der S-Bahn-Linie 1, die von Herrenberg über Böblingen in das Stadtzentrum und weiter über Untertürkheim, Esslingen und Plochingen nach Kirchheim unter Teck führt.
Außerdem bestehen die Stadtbahnlinien U4 Untertürkheim – Stuttgart-Ost – Charlottenplatz – Hölderlinplatz und U13 Hedelfingen – Untertürkheim – Bad Cannstatt – Feuerbach Pfostenwäldle.
Außerdem besteht die „Schusterbahn“ zwischen Untertürkheim und Kornwestheim, die aber in keinem dichten Takt im Personenverkehr befahren wird. Überwiegend sind dort Güterzüge unterwegs.

### Radverkehr
Durch eine Alltagsroute aus dem Radnetz Baden-Württemberg ist Untertürkheim über Bad Cannstatt mit dem Stadtzentrum und in der anderen Richtung über Obertürkheim mit Esslingen verbunden. Richtung Bad Cannstatt entspricht dies der Hauptradroute (HRR) 12 der Stadt Stuttgart am rechten Neckarufer entlang, Richtung Obertürkheim der HRR 7. Die HRR 7 Richtung Bad Cannstatt durch die Benzstraße und Mercedesstraße ist noch nicht fertiggestellt und nicht beschildert, künftig soll die Radnetz-Route aber dort verlaufen. Richtung Obertürkheim steht hingegen nur die HRR 7 an der Mettinger Straße und Augsburger Straße zur Verfügung, die HRR 12 befindet sich auf einer Langzeitbaustelle für Stuttgart 21. Daher verläuft auch der Neckartal-Radweg als touristischer Landes-Radfernweg aktuell (Stand 2025) auf derselben Trasse und ebenso die Rundstrecke Radel-Thon. Für die Zukunft ist für die Strecke zwischen dem Stadtzentrum und Esslingen eine Radschnellverbindung vorgesehen.
Zwischen Untertürkheim und Wangen ist überdies die HRR 2.1 geplant. Am linken Neckarufer zweigt nach rechts die HRR 11 zu den Mineralbädern ab.
Als Hauptradrouten zweiter Ordnung sind eine Route nordöstlich der Bahngleise nach Bad Cannstatt (HRR 33) und über Luginsland nach Fellbach (HRR 35) vorgesehen.
Durch Rotenberg führt der Württemberger Weinradweg. Er verläuft von Rottenburg am Neckar nach Niederstetten und führt dabei von Esslingen über dessen Stadtteil Rüdern nach Uhlbach und Rotenberg und weiter an Fellbach vorbei nach Stetten.

## Städtische Einrichtungen

### Schulen
Am Ort gibt es fünf Schulen: die Auschule (Förderschule), die Linden-Realschule, die Luginslandschule (Grund- und Hauptschule), die Wilhelmsschule (Grundschule) und das Wirtemberg-Gymnasium.

### Bäder
- Das Stadtbad Untertürkheim (Hallenbad) wird von einem Förderverein betrieben.
- Das denkmalgeschützte „Schwimm-Stadion“ Inselbad Untertürkheim (Freibad auf einer Neckarinsel) wurde 1927–29 im Auftrag der Stadt Stuttgart von den Architekten Paul Bonatz und Friedrich Eugen Scholer für das 15. Deutsche Turnfest 1933 errichtet.

## Kultur und Sehenswürdigkeiten

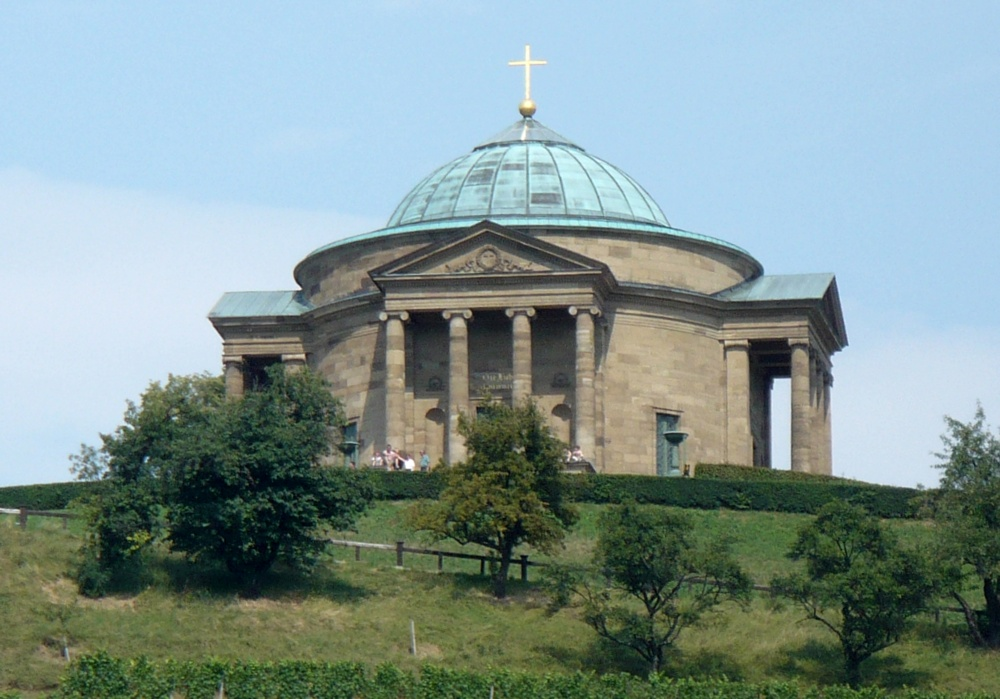
Grabkapelle auf dem Württemberg in Rotenberg
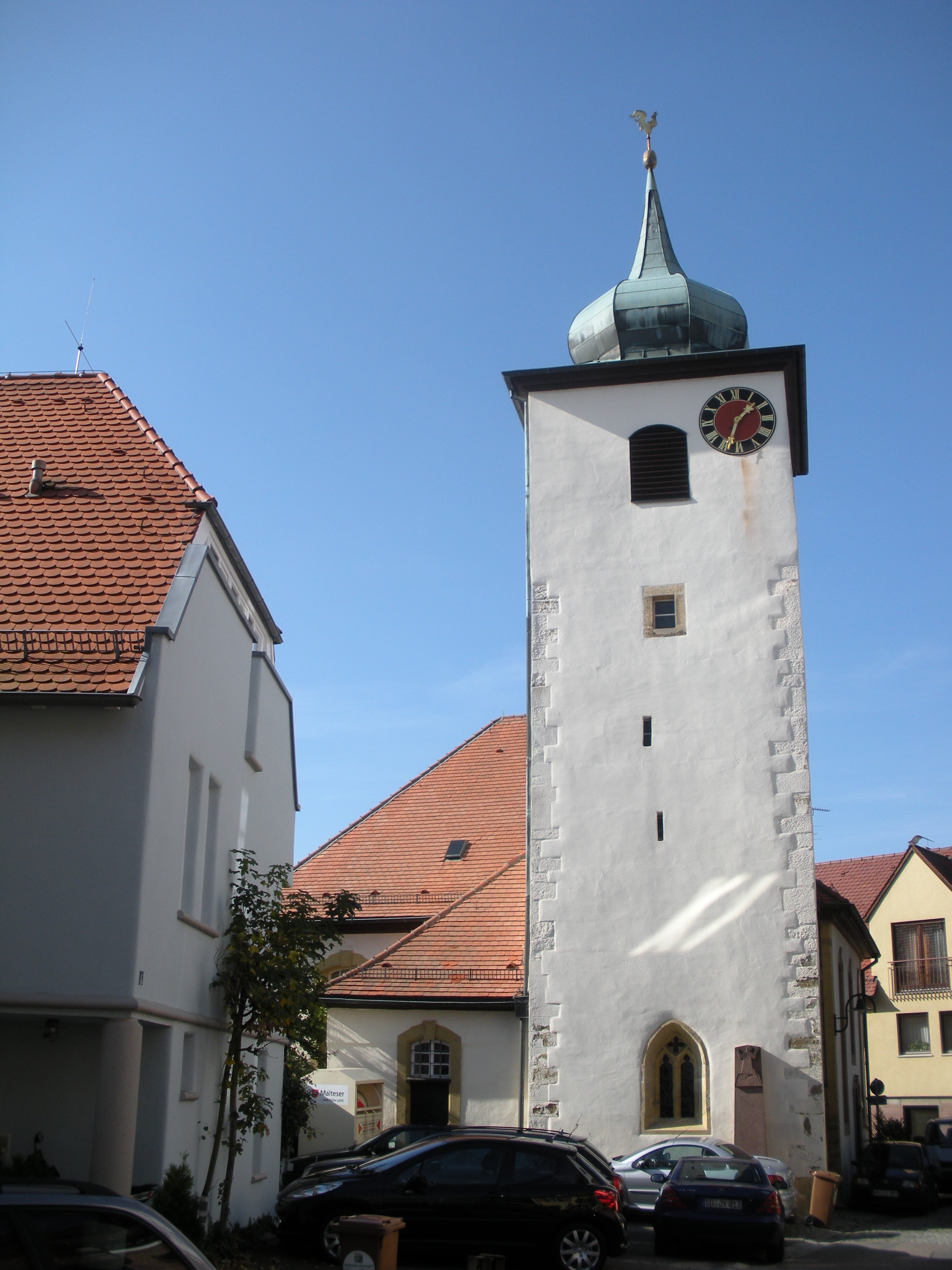
Barock-Dorfkirche in Rotenberg von 1754
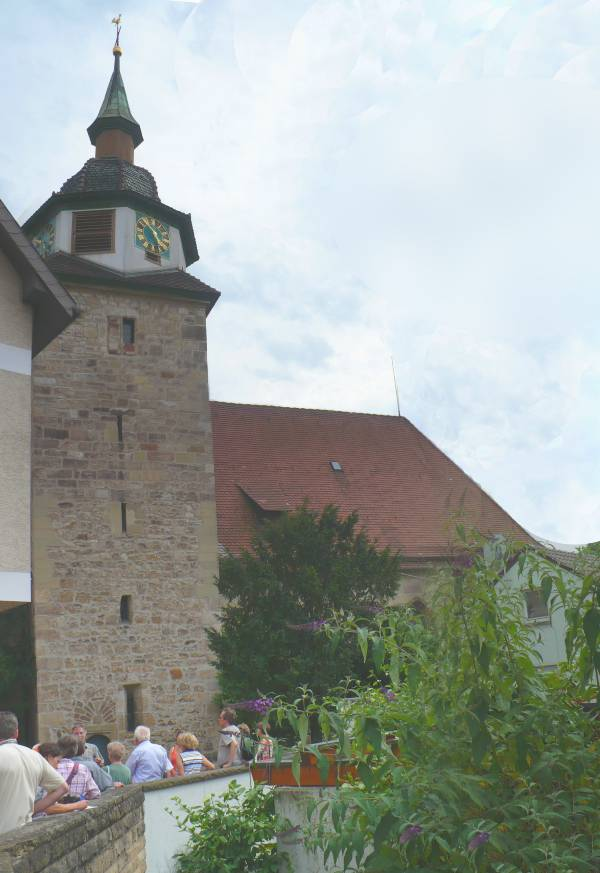
Stadtkirche Untertürkheim mit Grieshaber-Altarwand
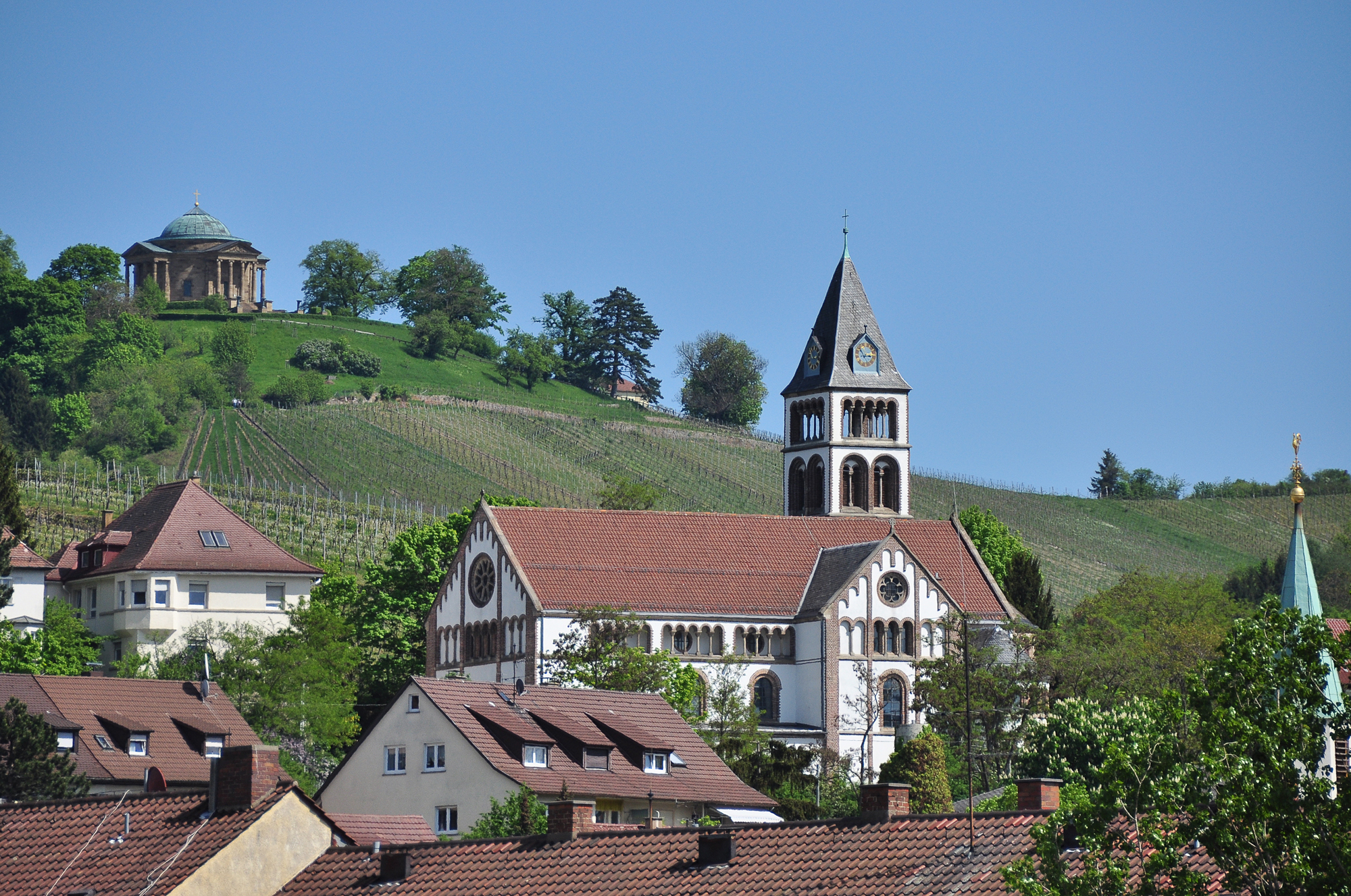
Katholische Kirche St. Johannes Evangelist
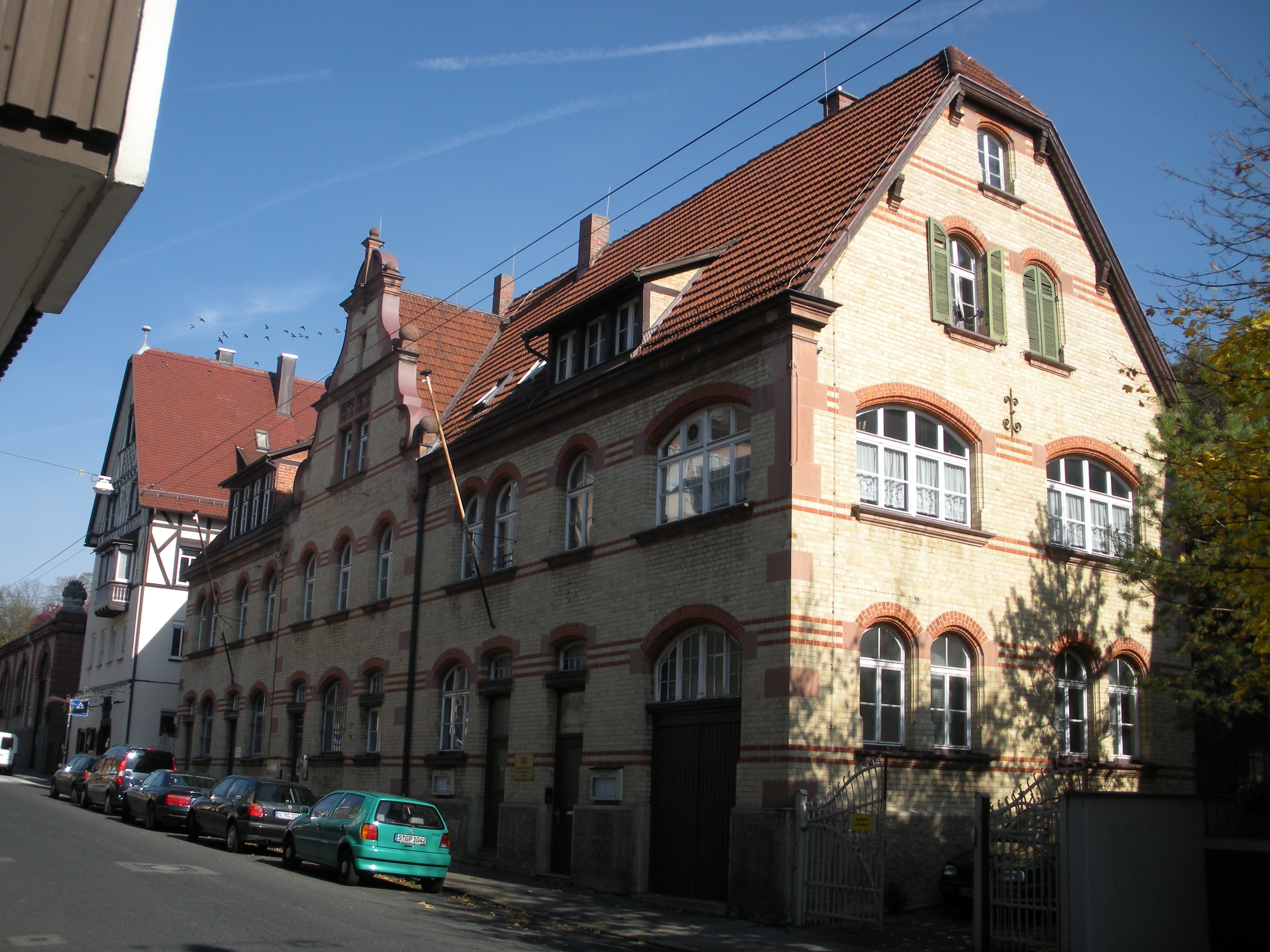
Städtische Brennerei mit Kulturtreff im Julius-Lusser-Haus
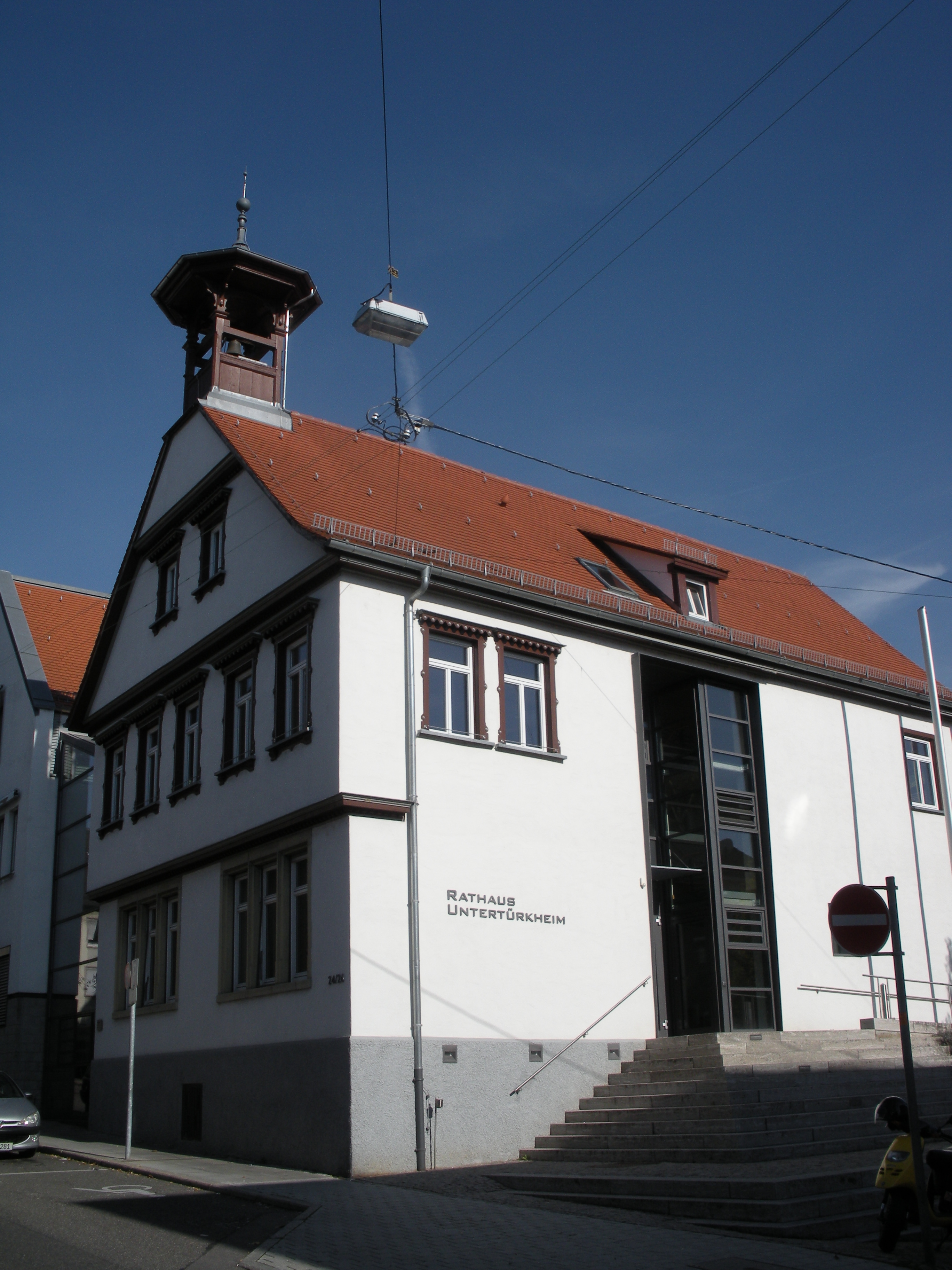
Bezirksrathaus Untertürkheim
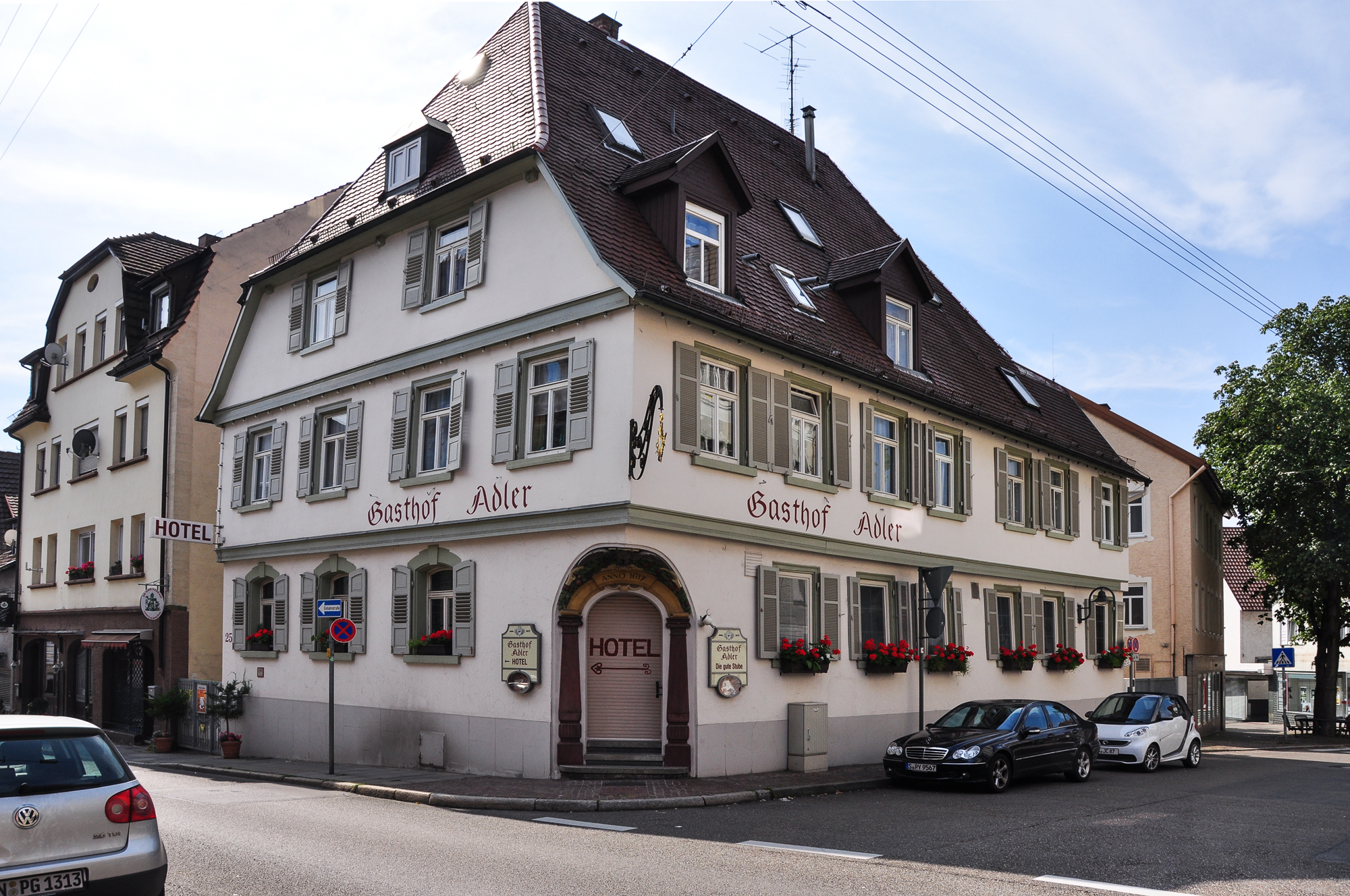
Gasthof Adler von 1617
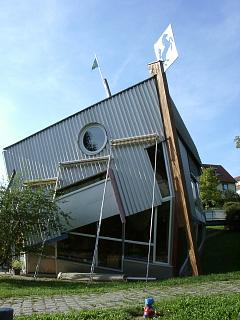
Kindergarten Schiff im Weinberg in Luginsland
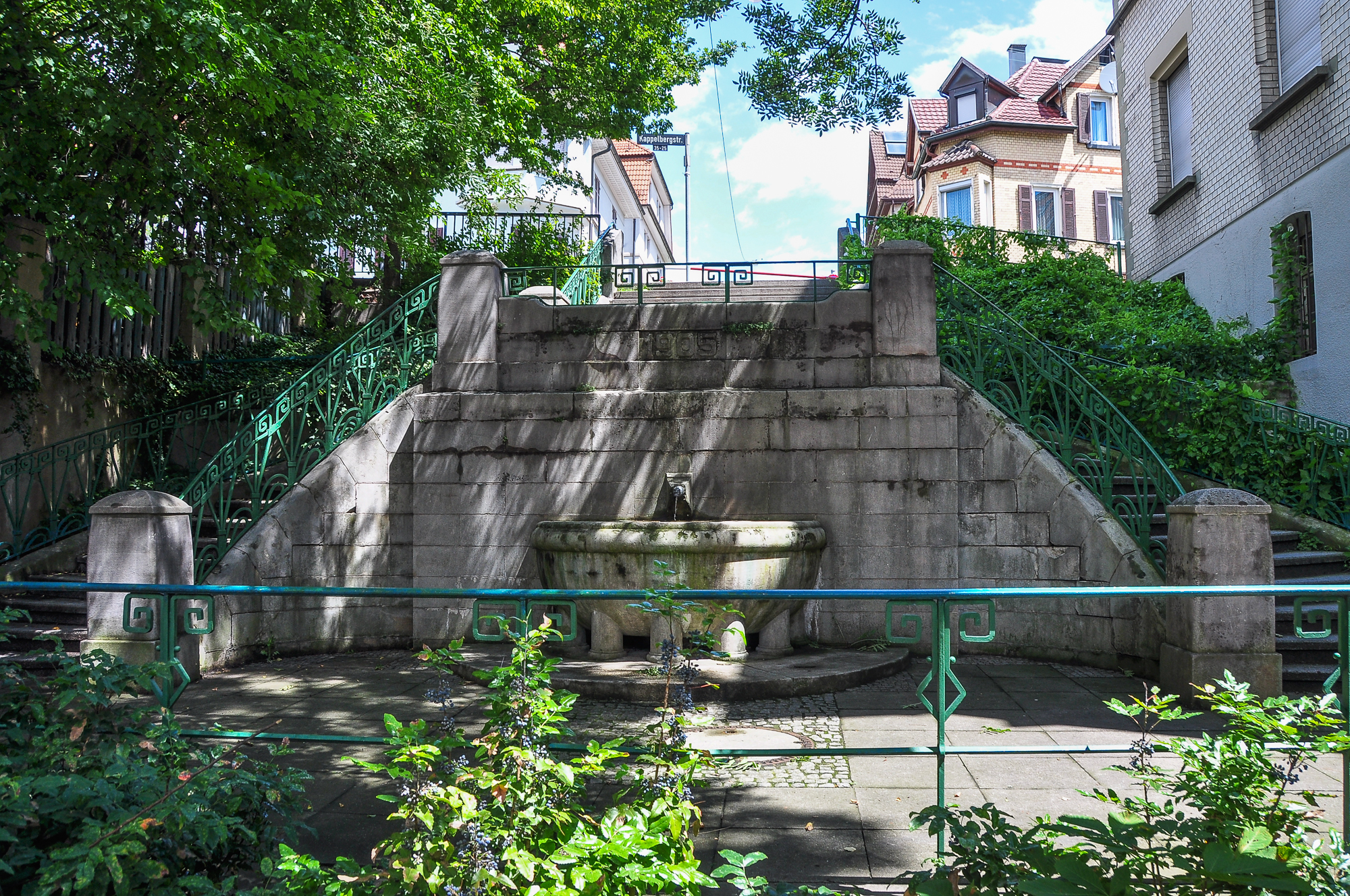
Jugendstil Wilhelmsbrunnen von 1905
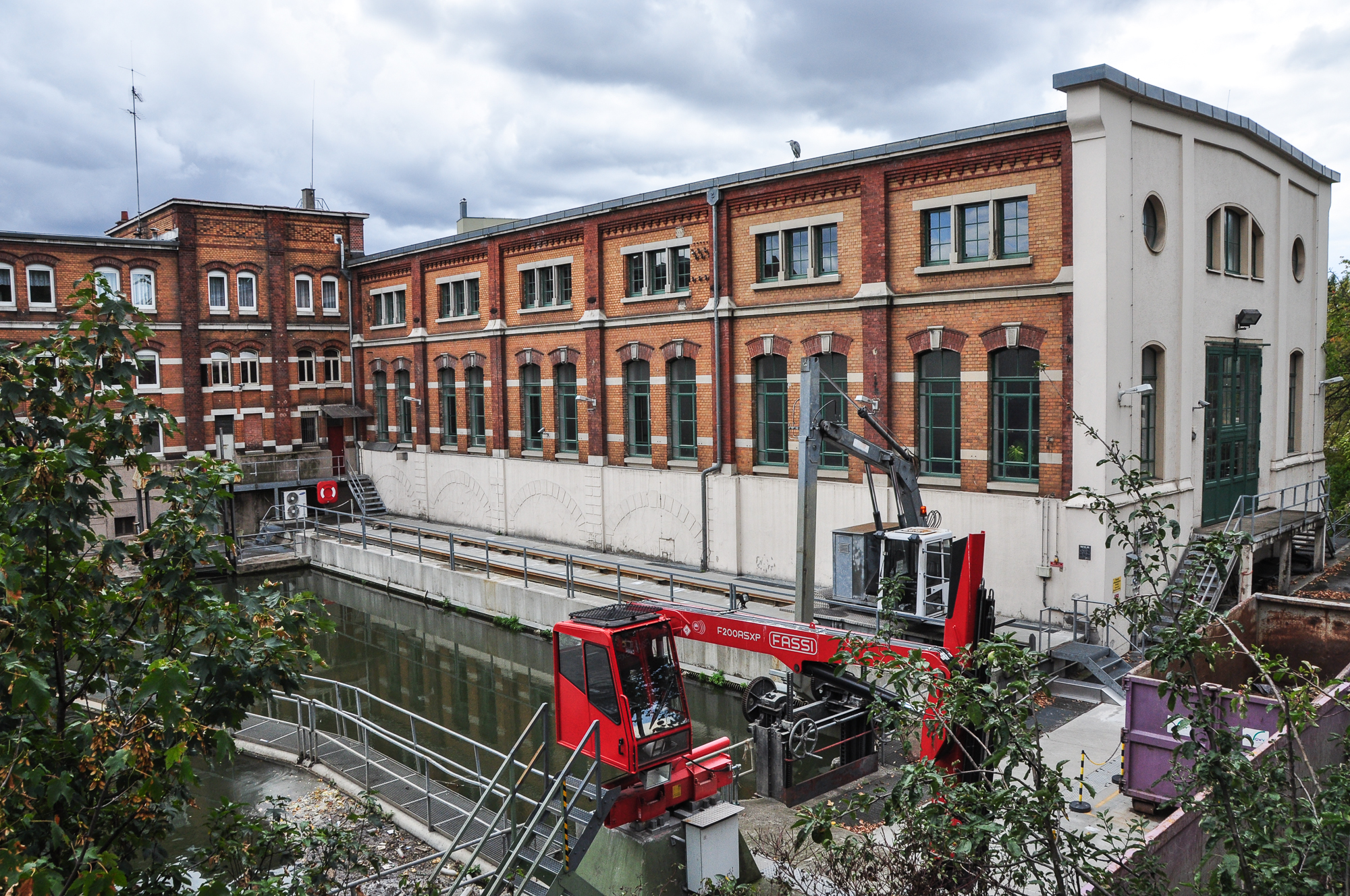
Wasserkraftwerk von 1902

- Die Evangelische Stadtkirche St. Germanus wurde 1478 gebaut, urkundlich aber bereits 1289 erwähnt. Einem Chronisten nach wurde die Kirche möglicherweise als Dank für einige sehr fruchtbare Jahre erbaut und führte dazu, dass Untertürkheim ein selbständiger Pfarrort wurde. Seit 1970 befindet sich dort die sehenswerte Altarwand „Josefslegende“ des Bildhauers HAP Grieshaber.
- Die katholische Kirche von 1903 ist dem Evangelisten Johannes geweiht. Die Schefold-Orgel in der St.-Johannes-Kirche wurde von der Denkmalstiftung Baden-Württemberg zum „Denkmal des Monats Dezember 2004“ ernannt.
- Die Grabkapelle auf dem Württemberg des württembergischen Königs Wilhelm I. für seine zweite Frau Katharina Pawlowna auf dem Württemberg in Rotenberg.
- Der 1990 gebaute Kindergarten „Schiff im Weinberg“ von Architekt Günter Behnisch in Luginsland.
- Die evangelische Kirche in Rotenberg, eine schwäbische Barock-Dorfkirche mit Zwiebelturm von 1754.
- Die längste Brückenkombination Stuttgarts, der 1400 Meter lange Neckartalviadukt Untertürkheim überquert den Güterbahnhof Untertürkheim in 20 Metern Höhe, das Daimler-Betriebsgelände und den Neckar bis zum Großmarkt in Stuttgart-Wangen.
- Der Wilhelmsbrunnen von Karl Bruder, 1905 zur Eingemeindung im Jugendstil gebaut, ähnelt der Wiener Strudlhofstiege
- Der Untertürkheimer Altenberg, siehe auch Weinbau in Stuttgart, Württemberg (Weinbaugebiet), Gault-Millau und Württemberger Weinstraße.
- Seit 1989 erinnert ein Mahnmal von dem Bildhauer Bernhard Heiliger im Firmengelände des Mercedes-Benz-Werks Untertürkheim an die rund 20.000 Zwangsarbeiter zahlreicher Länder, die im Zweiten Weltkrieg nach Deutschland verschleppt und in den diversen Betrieben des Unternehmens zur Zwangsarbeit gepresst wurden.
- An den antifaschistischen Widerstand der Familie Schlotterbeck erinnert eine Gedenktafel am Haus Annastraße 6 in der Arbeitersiedlung Luginsland, die dort 1969 von der IG Metall angebracht wurde. Nachdem fast die ganze Familie 1944 im KZ Dachau ermordet worden war, wird ihrer seit 1949 mit einer Gedenkstätte auf dem Friedhof gedacht.[7]
- Das erste kommunale Wasser- und Dampfkraftwerk Württembergs wurde von 1899 bis 1902 am gestauten Neckar gegenüber dem Untertürkheimer Bahnhof eröffnet. Auch nach der Neckarverlegung 1923 ist das Kraftwerk nach wie vor in Betrieb und mit einem Kanal mit dem Neckar verbunden.
- Im Neckar befindet sich seit 1923 die Staustufe Untertürkheim; die 110-Meter-Doppelkammerschleuse kam zur Hafeneröffnung 1958 hinzu, welche seitdem der Binnenschifffahrt dient.
- Der Untertürkheimer Rundwanderweg II ist ein rund 12 Kilometer langer Wanderweg, der unter anderem an der Grabkapelle und dem Kappelberg entlang führt.
- Die aus der Zwischenkriegszeit stammende Arbeitersiedlung Im Wallmer, die als Sachgesamtheit unter Denkmalschutz steht

## Medien
Bereits seit 1899 gibt es in Untertürkheim eine eigene Tageszeitung, die Untertürkheimer Zeitung. Sie kooperiert heute als Stuttgarter Lokalausgabe zusammen mit der Cannstatter Zeitung mit der Eßlinger Zeitung im Verlagshaus Bechtle.

## Politik

### Bezirksbeirat
| Kommunalwahl in Untertürkheim 2024 %3020100 28,416,813,69,88,35,810,14,32,9 CDUGrüneSPDSonst.FWFDPAfDLinkeSÖSGewinne und Verlusteim Vergleich zu 2019 %p 6 4 2 0 −2 −4+4,5−3,5+0,1−0,7−1,9−1,7+3,8−0,4−0,1CDUGrüneSPDSonst.FWFDPAfDLinkeSÖS Dem Bezirksbeirat Untertürkheim gehören auf Grund der Einwohnerzahl des Stadtbezirks 11 ordentliche und ebenso viele stellvertretende Mitglieder an. Seit der letzten Kommunalwahl 2024 gilt folgende Sitzverteilung: - CDU: 3 - Grüne: 2 - SPD: 2 - Freie Wähler: 1 - Linke: 1 - FDP: 1 - AfD: 1 |

### Schultheißen vor 1905
- Johann Friedrich Lindenfels, Amtmann 1676–1691
- Friedrich Ludwig Krauß, Amtmann 1691–1701
- Georg Marx Dollmetsch, Amtmann 1701–1703
- Johann Jakob Mayer, Amtmann 1703–1733
- Nikolaus David Le Bret, Amtmann 1733–1741
- Benedict Alexander Krafft, Amtmann 1741–1749
- Johann Andreas Wolff, Amtmann 1749–1766
- Johann Friedrich von Heller, Amtmann 1766–1816
- Georg Friedrich Koch, Weingartinspektor 1816–1817
- Ludwig Jakob Biklen, Amtmann 1817–1828
- Georg Wilhelm Brodbeck, Schultheiß 1828–1846
- Carl Gottlieb Mäulen, Schultheiß 1846 – 30. September 1879
- Eduard Fiechtner, Schultheiß 1. Oktober 1879 – 30. April 1905

(Quelle:)

### Bezirksvorsteher
- Karl Weber, Bezirksbürgermeister 1946–1954
- Jakob Mangold, 5. April 1954 – 31. Dezember 1970
- Rudolf Rehm, 1. Januar 1971 – 30. September 1989
- Klaus Eggert, 4. Oktober 1989 – 30. September 2014
- Dagmar Wenzel, 1. Oktober 2014

### Wappen
| Wappen von Untertürkheim | Blasonierung: „In Blau ein sechsstrahliger goldener Stern.“ |
| Wappen von Untertürkheim | Wappenbegründung: Aus dem Ort sind viele Siegel bekannt, mehr als aus jedem anderen Dorf in der Gegend. Die ältesten stammen aus dem Jahr 1616 und zeigen alle einen Stern in einem Schild. Alle Siegel, bis auf eines aus dem 18. Jahrhundert, zeigen einen sechszackigen Stern, die Ausnahme einen achtzackigen Stern. Die Bedeutung oder Herkunft des Sterns ist nicht bekannt. |

## Persönlichkeiten

### Ehrenbürger
- Eduard Fiechtner (1843–1922), Schultheiß, wurde am 1. Oktober 1904 zum fünfundzwanzigjährigen Amtsjubiläum das Ehrenbürgerrecht der Gemeinde Untertürkheim verliehen. Er war maßgeblich beteiligt, dass im Jahr 1900 der Kaufvertrag mit der Daimler-Motoren-Gesellschaft für das Baugelände für ihr neues Motorenwerk in Untertürkheim zustande kam.
- 1926 erhielt Alexander Beutter (1862–1952), Pfarrer und Musikgelehrter, das Ehrenbürgerrecht der Gemeinde Rotenberg.

### In Untertürkheim geboren
- Johann Friedrich LeBret (* 19. November 1732 in Untertürkheim; † 6. April 1807 in Tübingen), war Theologe, Professor an der Hohen Karlsschule und Kanzler der Universität Tübingen UT-Motorrad von 1926

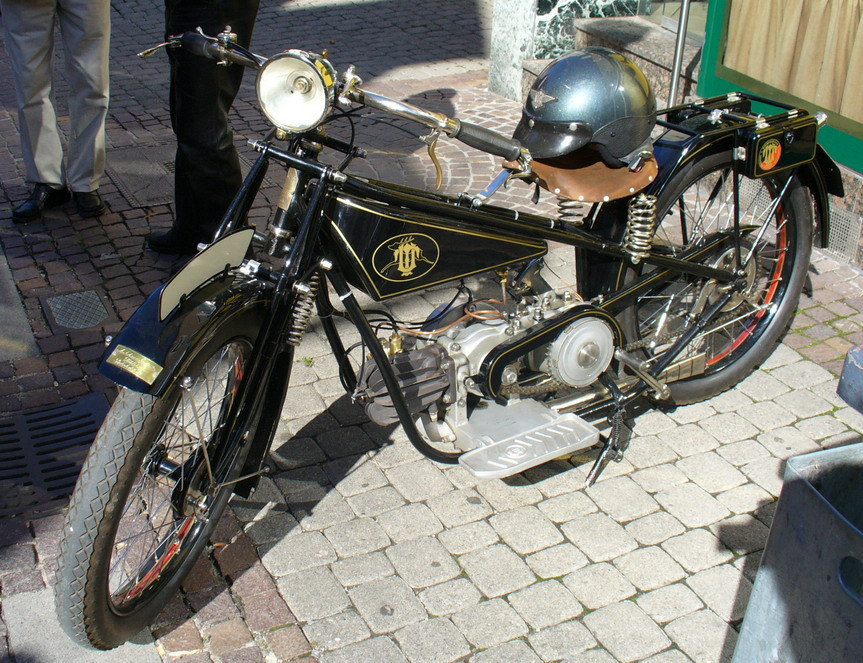
UT-Motorrad von 1926

- Hermann Brodbeck (* 10. Juli 1849 in Untertürkheim; † 1. April 1912 in Eßlingen), Reichstags- und Landtagsabgeordneter
- Elisabeth Staengel, geborene Reitz (* 29. Juli 1882 in Untertürkheim; † 31. Oktober 1973), Unternehmerin der Eszet-Kakao- und Schokoladenfabrik Staengel und Ziller
- Fritz Keßler (* 4. November 1854 in Untertürkheim; † 11. Mai 1912 in Stuttgart), Turner und Turnfunktionär
- Hermann Zaiss (* 3. September 1889 in Untertürkheim; † 14. November 1958) war einer der bedeutendsten deutschen Heilungsevangelisten.
- Hermann Scheihing (* 15. Juni 1890 in Untertürkheim; † 31. Mai 1934) eröffnete im Jahr 1922 in Untertürkheim eine mechanische Werkstätte, aus der die Firma „UT Motoren- und Fahrzeugbau“ hervorging, die dort bis 1926 die Motorräder der Marke „UT“ produzierten.
- Eugen Maier (* 13. November 1899 in Untertürkheim; † 16. Januar 1940 in Ulm) Politiker (NSDAP), Landtagsabgeordneter
- Helmut Bornefeld (* 14. Dezember 1906 in Stuttgart-Untertürkheim; † 11. Februar 1990 in Heidenheim an der Brenz) evangelischer Kirchenmusiker, Komponist, Orgelsachverständiger, Grafiker und Autor.
- Klaus-Georg Hengstberger (* 9. März 1930 in Stuttgart-Untertürkheim), Geschäftsführer, Kommunalpolitiker
- Helmut Palmer (* 8. Mai 1930 in Stuttgart-Untertürkheim; † 24. Dezember 2004 in Tübingen), bezeichnete sich selbst als Bürgerrechtler und Pomologe.
- Horst Schwarz (* 12. Juli 1942 in Stuttgart-Untertürkheim), ehemaliger deutscher Ringer.

### Sonstige Persönlichkeiten
- Johann Ulrich Pregizer IV. (* 7. April 1673 in Tübingen; † 13. Januar 1730 in Untertürkheim) war Theologe und Historiker in Nürtingen und Untertürkheim
- Johann Christian Pfister (* 11. März 1772 in Pleidelsheim; † 30. September 1835 in Stuttgart), Generalsuperintendent, Prälat, Historiker, Freund Schellings, war von 1813 bis 1832 Pfarrer in Untertürkheim
- Johann Wilhelm Braun, (* 29. November 1796 in Stuttgart; † 26. April 1863 in Untertürkheim) war Bildhauer und Schöpfer des Etzel-Denkmals an der Neuen Weinsteige
- Karl Ludwig Elsässer (* 13. April 1808 in Neuenstadt am Kocher; † 7. März 1874 in Untertürkheim), war Arzt und Obermedizinalrat u. a. bei Eduard Mörike
- Albert Dulk (1819–1884), Freidenker und Schriftsteller, wohnte lange in Untertürkheim
- Christian Lautenschlager (* 13. April 1877 in Magstadt; † 3. Januar 1954 in Stuttgart-Untertürkheim) war Rennfahrer und Sieger des Grand-Prix Frankreich 1908 auf Mercedes
- Hermann Brodbeck (* 1889; † 17. April 1973 in Stuttgart-Untertürkheim) war ein erfolgreicher Ringer
- Fritz Stange (* 20. September 1936 in Ludwigsburg; † 4. August 2013 in Stuttgart) war ein deutscher Ringer, Welt- und Europameister 1966 (als Mitglied im Untertürkheimer Kraftsportverein)
- Bruno Dobelmann, Spitzname „Orca“, (* 18. Januar 1959 in Hutthurm) ist ein deutscher Extremschwimmer

## Sport
- Mit der Sportgemeinschaft 07 Untertürkheim hat ein ehemals erst- und zweitklassiger Fußballverein seinen Sitz im Stadtbezirk. 1907 gegründet war der Verein unter dem alten Namen SpVgg Untertürkheim von 1940 bis 1941 und von 1944 bis 1945 als Gauligist erstklassig. Nach 1945 spielte die SG 07 noch in der zunächst zweit-, später drittklassigen, heute sechstklassigen Amateurliga Württemberg.
- Mit seinen 1600 Mitgliedern ist der Turnerbund Untertürkheim e. V. gegr. 1888/99 der größte Sportverein Untertürkheims. Das Vereinsheim mit dem vereinseigenen Stadion befindet sich im Gewann Gehrenwald.

## Bevölkerungsentwicklung

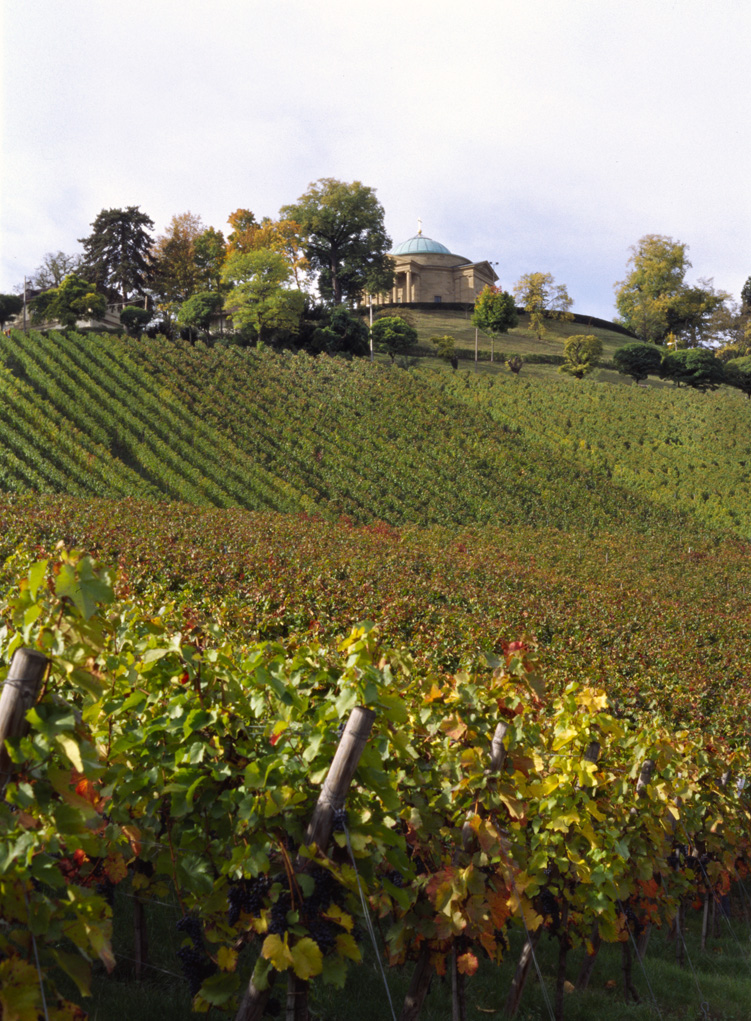
Weinlage Altenberg

(Quellen: Heimatbuch Untertürkheim und Rotenberg, 1985 sowie Statistisches Amt der Stadt Stuttgart)
| Jahr | Untertürkheim | Rotenberg | Stadtbezirk |
| ---- | ------------- | --------- | ----------- |
| 1834 | 1.861         | 505       |             |
| 1852 | 2.308         | 527       |             |
| 1871 | 2.755         | 499       |             |
| 1900 | 4.954         | 545       |             |
| 1905 | 6.761         | 583       |             |
| 1925 | 9.455         | 652       |             |
| 1933 | 12.009        | 645       |             |
| 1946 | 14.296        | 710       |             |
| 1950 | 17.210        | 807       |             |
| 1961 | 18.482        | 985       | 19.467      |
| 1970 | 18.031        | 1.059     | 19.090      |
| 1980 | 16.183        | 933       | 17.116      |
| 1990 |               |           | 16.658      |
| 2000 |               |           | 16.027      |
| 2005 | 15.663        | 789       | 16.452      |
| 2007 | 15.653        | 781       | 16.434      |
| 2009 | 15.736        | 754       | 16.490      |
| 2011 | 15.157        | 719       | 15.876      |
| 2014 | 15.619        | 749       | 16.368      |
| 2020 | 15.834        | 718       | 16.552      |

## Regelmäßige Veranstaltungen
Am vorletzten Sonntag im Oktober präsentiert sich der Handel beim verkaufsoffenen „Fleggatreff“ und den Abschluss bildet der Weihnachtsmarkt am 2. Adventssamstag.